# Sääksjärvi (sjö i Vindala, Södra Österbotten)
Sääksjärvi är en sjö i kommunen Vindala i landskapet Södra Österbotten i Finland. Sjön ligger 117,6 meter över havet. Arean är 3,04 kvadratkilometer och strandlinjen är 12,85 kilometer lång. Sjön  ingår i Kronoby å huvudavrinningsområde.   Den ligger omkring 72 kilometer nordöst om Seinäjoki och omkring 340 kilometer norr om Helsingfors. 
I sjön finns öarna Saari och Pitkäkari. 